# Ritter St.Georgen-Brauerei
Koordinaten: 49° 2′ 50″ N, 11° 7′ 56,4″ O
Die Brauerei Ritter St. Georg ist eine Brauerei in Nennslingen im mittelfränkischen Landkreis Weißenburg-Gunzenhausen. Sie war ursprünglich in der Hausnummer 43 beheimatet, ab 1883 in der Nummer 74, dem heutigen Marktplatz 1.

## Geschichte
1654 gründete der Bierbrauer Georg Engelhardt die Brauerei. 1678 übernahm sie Michael Korner und 1704 Michael Engelhardt. 1726 kaufte der Braumeister Johann Wilhelm Satzinger aus Pappenheim den Betrieb. 1748 übernahm ihn ein Michael Treiber und führte den Namen Wirt zum Ritter St. Georg ein. Ab 1767 übernahm sein Sohn Friedrich die Brauerei, 1778 verkaufte er sie an Johann Daniel Gloßner. Dessen Sohn, der ebenfalls Johann Daniel hieß, übernahm die Brauerei 1799. 1836 trat Daniel die Nachfolge an, auch dessen Sohn hieß Daniel und übernahm 1866. Ab 1898 hatte Georg Michael und ab 1940 Johann Michael Gloßner die Leitung inne. Heute leitet Karl Gloßner den Betrieb. Damit ist die Brauerei seit über 230 Jahren in der Hand der Gloßners.

## Der Sommerkeller
Einen Sommerkeller gab es mindestens seit 1778. Im Ersten Weltkrieg wurde er aufgegeben.